# Манчестерская школа
Манчестерская школа (англ. Manchester school) — группа экономистов, сторонников фритредерства, из Манчестера, развившая до логического завершения концепцию экономического либерализма физиократов и классиков. По мнению представителей манчестерской школы, государству необязательно устанавливать монополию на что бы то ни было, не рекомендуется устанавливать запретительные таможенные пошлины, регулировать длительность рабочего дня, формировать фабричное законодательство и т. п.
Термины «манчестерская школа» и «манчестерство» были введены в обиход противниками этого направления – британским консерватором Бенджамином Дизраэли и германским социалистом Ф. Лассалем. 
Заметные представители школы: Ричард Кобден, Джон Брайт, Уолтер Бейджхот, сэр Роберт Гиффен, Франческо Феррара.
Р. Кобден и Дж. Брайт, основавшие Лигу против хлебных законов, считали, что свободная международная торговля позволит предотвратить войны, и, будучи членами британского парламента, протестовали против британского участия в Крымской войны, а также против поддержки Великобританией рабовладельческого Юга в Гражданской войне в США. 
Представители манчестерской школы выступали против профсоюзов как «монополий» и против фабричного законодательства как неоправданного государственного вмешательства в отношения между трудом и капиталом. Кобден и Брайт также выступали против патентного права, считая его противоречащим свободе предпринимательства.
С 1932 года выходит журнал The Manchester School, посвященный развитию учения Манчестерской школы.